# Добрянка (Могилів-Подільський район)
Добря́нка —  село в Україні, у Ямпільській міській громаді Могилів-Подільського району Вінницької області. Населення становить 463 особи.

## Історія
Село засноване 1900 року.
7 (20) листопада 1917 року, відповідно до Третього Універсалу Української Центральної Ради, увійшло до складу Української Народної Республіки.
До 1980-х років існувала вузькоколійна залізнична станція Добрянка.
12 червня 2020 року, відповідно до Розпорядження Кабінету Міністрів України № 707-р «Про визначення адміністративних центрів та затвердження територій територіальних громад Вінницької області», увійшло до складу Ямпільської міської територіальної громади.
19 липня 2020 року, в результаті адміністративно-територіальної реформи та ліквідації Ямпільського району, село увійшло до складу новоутвореного Могилів-Подільського району.

## Населення
Згідно з переписом УРСР 1989 року чисельність наявного населення села становила 530 осіб, з яких 235 чоловіків та 295 жінок.
За переписом населення України 2001 року в селі мешкали 462 особи.

### Мова
Розподіл населення за рідною мовою за даними перепису 2001 року:
| Мова       | Відсоток |
| ---------- | -------- |
| українська | 97,62 %  |
| російська  | 1,94 %   |
| болгарська | 0,22 %   |
| молдовська | 0,22 %   |